# ناد نریمانی
ناد نریمانی (انگلیسی: Nad Narimani؛ زادهٔ ۱۴ آوریل ۱۹۸۷) ورزشکار هنرهای رزمی ترکیبی اهل ایران و ساکن بریتانیا است. وی از سال ۲۰۱۰ میلادی تاکنون مشغول فعالیت بوده‌است.